# Portrush
Koordinaten: 55° 12′ N, 6° 39′ W
Portrush (irisch Port Rois) ist eine kleine Küstenstadt mit ca. 6000 Einwohnern in der historischen Grafschaft Antrim im Nordosten Irlands. Die Stadt gehörte zum aufgelösten District Coleraine und ist seit 2015 Teil des Districts Causeway Coast and Glens. Zusammen mit Portstewart und Coleraine bildet es das sogenannte Triangle und ist dabei der Touristenmagnet der drei Ortschaften.

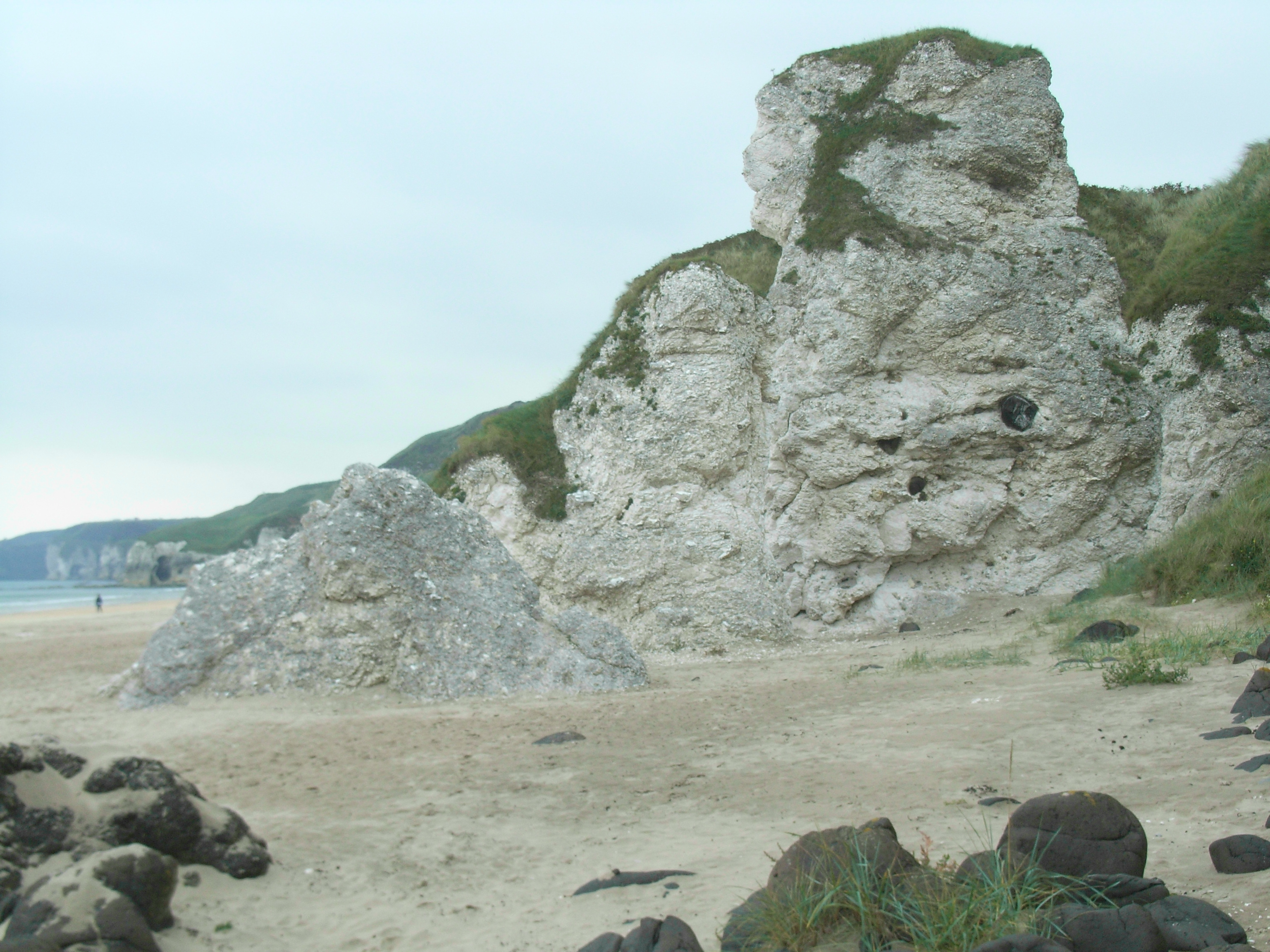
Die Whiterocks

Portrush bietet seinen Besuchern zwei große Strände, die im Sommer sowohl zum Baden als auch für Konzerte verwendet werden. Darüber hinaus finden Touristen dort einen kleinen Vergnügungspark und die angeblich größte Diskothek Irlands, das Kelly’s. Der Royal Portrush Golf Club ist einer der elitärsten Golfclubs Großbritanniens und war 1951, 2019 und 2025 Austragungsort der British Open. Portrush liegt günstig für Ausflüge zu einigen der größten Touristenattraktionen Nordirlands, unter anderem dem Giant’s Causeway, der Whisky-Brauerei Bushmills und Dunluce Castle.
Außerhalb der Touristensaison dient Portrush vor allem als Wohnstadt für Studenten der nahe gelegenen University of Ulster in Coleraine.

## Persönlichkeiten
- Mark Ashton (1960–1987), Aktivist für die Rechte von Lesben und Schwulen, in Portrush aufgewachsen
- Graeme McDowell (* 1979), Profi-Golfspieler, in Portrush geboren
- Michael P. Walters (1942–2017), Ornithologe und Kryptozoologe, in Portrush geboren